# Neohydrocoptus bradys
Neohydrocoptus bradys là một loài bọ cánh cứng trong họ Noteridae. Loài này được Guignot miêu tả khoa học đầu tiên năm 1955.